# Pia Dijkstra
Pia Dijkstra (Franeker, 9 de diciembre de 1954) es una productora de televisión, periodista, presentadora y política neerlandesa que actualmente ocupa un escaño en el Segunda Cámara de los Estados Generales para el período legislativo 2012-2017 por el Demócratas 66.

## Biografía

### Radio y televisión
En 1978, Dijkstra tuvo un encuentro casual con Interkerkelijke Omroep Nederland (IKON), lo que marcó el comienzo de una carrera en la televisión, trabajando ahí durante seis años.
En 1984, transitó hacia la radiodifusión internacional como un productora de programas y presentadora. Dos años más tarde se fue a Hier & Nu Radio de la cadena NCRV y en 1988 se convirtió en una de las caras habituales del noticiario NOS Journaal hasta el 14 de julio de 2000. En octubre del mismo año se trasladó a la AVRO donde fue parte de programas como Hoe Bevalt Nederland, Tien Lastige Vragen, Studio 2 (un programa conjunto con NPO 2). Vinger aan de Pols y EénVandaag.